# Красное Сумароково
Красное Сумароково — село в Нерехтском районе Костромской области. Входит в состав Волжского сельского поселения.

## География
Находится в юго-западной части Костромской области на расстоянии приблизительно 28 км на восток по прямой от районного центра города Нерехта в 3 км от правого берега Волги.

## История
Известно с 1628 года как село Красное. В 1640 году селом владел М. Е. Пушкин. От Пушкина село перешло к Сумароковым и получило второе название: Сумароково. Частью имения позднее владели князья Черкасские. В 1872 году здесь было учтено 6 дворов, в 1907 году отмечено было 35 дворов.

## Население
Постоянное население составляло 132 человека (1872 год), 47 (1897), 9 в 2002 году (русские 100 %), 5 в 2022.

## Достопримечательности
- Троицкая церковь.